# أليساندرو ألتوبيلي
ألساندرو ألتوبيلي (Alessandro Altobelli)، (سونينو بمقاطعة لاتينا، 28 نوفمبر 1955)، لاعب كرة قدم إيطالي سابق، ومحلل في قناة beIN Sports حاليا.
لعب مع نادي لاتينا ونادي بريشا ونادي الإنتر، وقد لعب معهم 466 مباراة وسجل 209 أهداف، 132 هدف منهم في الدوري الإيطالي.
و قد لعب مع منتخب إيطاليا لكرة القدم 61 مباراة وسجل 25 هدف.
سجل هدف الأفتتاح في مونديال المكسيك عام 1986 في مرمى بلغاريا .

## روابط خارجية
- أليساندرو ألتوبيلي على موقع الاتحاد الدولي (مؤرشف)  (الإنجليزية)
- أليساندرو ألتوبيلي على موقع الاتحاد الأوربي (الإنجليزية)
- أليساندرو ألتوبيلي على موقع قاعدة بيانات كرة القدم.إي يو (الإنجليزية)
- أليساندرو ألتوبيلي على موقع ناشيونال فوتبول تيمز (الإنجليزية)
- أليساندرو ألتوبيلي على موقع عالم كرة القدم.نت (الإنجليزية)
- Official website

(بالإيطالية)
| سبقه Graziano Bini | إنتر ميلان captain 1985-1988 | تبعه جوزيبي باريزي |